# (11613) 1995 YN4
1995 واي أن 4 (ويعرف أيضًا باسم (11613) 1995 واي أن 4 وفق تسمية الكوكب الصغير) (بالإنجليزية: 1995 YN4)‏ هو كويكب ضمن حزام الكويكبات؛ وترتيبه 11613 من حيث الاكتشاف.
اكتُشف هذا الجُرم الفلكي بواسطة Yoshisada Shimizu ‏ في 23 ديسمبر 1995.

## وصلات خارجية
- (11613) 1995 YN4 في قاعدة بيانات مختبر الدفع النفاث لأجرام النظام الشمسي الصغيرة

- الاكتشاف · مخطط المدار ·  العناصر المدارية · المعلمات المادية

- (11613) 1995 YN4 على موقع ويكي سكاي: DSS2, SDSS, GALEX, IRAS, Hydrogen α, X-Ray, Astrophoto, Sky Map, Articles and images